# Блох, Феликс
Феликс Блох (нем. Felix Bloch; 23 октября 1905, Цюрих — 10 сентября 1983, Цюрих) — швейцарский и американский физик. Лауреат Нобелевской премии по физике за 1952 год (совместно с Эдвардом Парселлом).
Член Национальной академии наук США (1948).

## Краткая биография
Родился 23 октября 1905 года в Цюрихе, был младшим из двух детей в еврейской семье. Его отец Густав Блох (1868—1947) переселился в Цюрих из Мецлинга в Богемии и занимался оптовой торговлей зерном; мать — Агнесса Блох (в девичестве Майер, 1878—1970), уроженка Вены. Высшее образование получил в высшей технической школе Цюриха. Поступал на инженерное отделение, но вскоре перешёл на физическое. Получив диплом в 1927 году, продолжил обучение в Лейпцигском университете, получив докторскую степень (эквивалентна кандидату физ.-мат. наук) в 1928 году. Продолжил заниматься наукой в Германии, вместе с Гейзенбергом, Паули, Бором и Ферми. Будучи евреем, Блох вместе с родителями покинул Германию как только нацисты пришли к власти в 1933 году. Вначале направился в Цюрих, а затем в Париж, где некоторое время преподавал в Институте Пуанкаре.
В 1934 году получает приглашение на должность профессора теоретической физики из Стэнфордского университета, которое он принимает и в тот же год переезжает в США. С кафедрой физики Стэнфорда связана вся дальнейшая научная деятельность Блоха — здесь он проработает до самой смерти, не считая двух перерывов. Первого, во время Второй мировой войны, когда он работал над военными проектами, и второго, в 1954—1955 годах годах, когда был приглашён на пост первого генерального директора Европейской лаборатории ядерных исследований (ЦЕРН). В 1939 году стал натурализованным гражданином США. Во время Второй мировой войны начал работу над атомным проектом в Лос-Аламосе, однако, спустя некоторое время перешёл в радарный проект в Гарвардском университете. После войны вернулся в Стэнфорд и возобновил работу над предвоенной тематикой: ядерной индукцией и ядерным магнитным резонансом — основополагающими принципами ядерной магнитной томографии. За эти работы Ф. Блох совместно с Э. М. Парселлом в 1952 году был удостоен Нобелевской премии по физике «за развитие новых методов для точных ядерных магнитных измерений и связанные с этим открытия».

## Научный вклад
Его именем названы следующие физические понятия:
- Формула Бете — Блоха
- Уравнения Блоха
- Стенки Блоха
- Функция Блоха
- Блоховская волна
- Сфера Блоха
- Осцилляции Блоха
- Осцилляции Зенера — Блоха
- Закон Блоха